# Zisterzienserkloster Nazaré
Das Zisterzienserkloster Nazaré ist seit 1998 ein brasilianisches Kloster in Rio Pardo, Rio Grande do Sul, Bistum Santa Cruz do Sul.

## Geschichte
1998 gründeten Zisterzienser des italienischen Klosters Casamari 135 Kilometer westlich von Porto Alegre das Kloster Mosteiro Nossa Senhora de Nazaré (“Unsere Liebe Frau von Nazareth”). Das Kloster wird vom Orden als Praefundatio ("Vorgründung") geführt. Prior ist Roberto Maria Borges Teixeira.